# Chrysler Airflow
Chrysler Airflow – samochód osobowy klasy wyższej produkowany pod amerykańską marką Chrysler w latach 1934–1937. 

## Historia i opis modelu

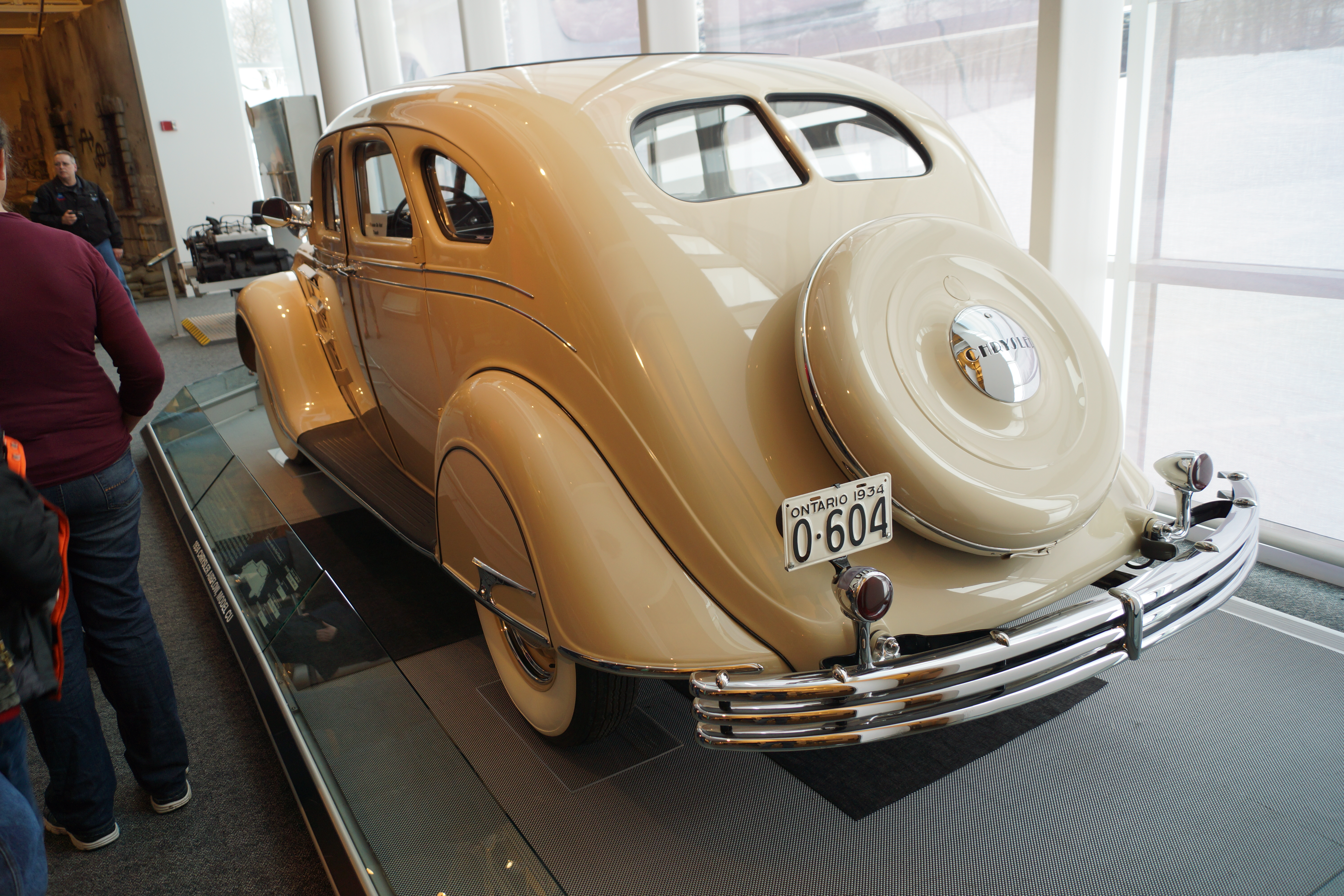
Chrysler Airflow - tył

Był to pierwszy samochód, który zaprojektowano zgodnie z nową tendencją w USA (Streamline Moderne), z użyciem linii zaokrąglonych i płynnych, z zabudowanymi światłami i błotnikami (tak, by w połączeniu z maską tworzyły wspólną bryłę). Uważany za przykład stylu art déco w stylistyce samochodów, był pierwszym amerykańskim produkowanym seryjnie samochodem o aerodynamicznym nadwoziu. 
Prace nad skonstruowaniem samochodu rozpoczęły się w 1932 roku. Za projekt nadwozia odpowiedzialny był Carl Breer, który inspirował się osiągnięciami w zakresie budowy samolotów. Również nazwa „Airflow” (strumień powietrza) kojarzyła się lotnictwem. Modele samochodu badano w tunelu aerodynamicznym, co wówczas było rzadkością. Atrapa chłodnicy na wygiętym przodzie samochodu kojarzyła się z wodospadem. Nowością stylistyczną były również reflektory zatopione w przód nadwozia. Także pod względem konstrukcji samochód był nowoczesny, między innymi wprowadził będące wówczas rzadkością, zwłaszcza w USA, nadwozie samonośne. Nadwozie było stalowe z wyjątkiem panela dachu, który był płócienny na drewnianej ramie (typowo dla ówczesnych samochodów). Kabina była dzięki konstrukcji samochodu szeroka (tylna kanapa miała 127 cm szerokości), a siedzenia tylne znajdowały się przed tylną osią, co zapewniło lepszy rozkład mas i poprawiło komfort jazdy. Silnik był wysunięty przed przednią oś, co również zapewniło wygodne miejsca z przodu. Za tylnym siedzeniem znajdował się bagażnik, który jednak nie był otwierany z zewnątrz. Nadwozie miało współczynnik oporu aerodynamicznego Cx=0,5, co stanowiło postęp w stosunku do tradycyjnych samochodów. Innowacyjne podejście okazało się jednak zbyt nowatorskie jak na gusta nabywców w latach 30. i model Airflow nie odniósł sukcesu komercyjnego (wyprodukowano 29 878 egzemplarzy). W dodatku samochód był zbyt pospiesznie skierowany do produkcji i wczesne egzemplarze miały usterki. W 1936 roku samochód poddano liftingowi, nadając mu bardziej tradycyjny wygląd.
Produkowano wersje o czterech rozstawach osi: CU – 122,8″ (312 cm), CV – 128″ (325 cm), CX – 137,5″ (349 cm) i CW – 146″ (371 cm). Do napędu stosowano trzy silniki ośmiocylindrowe: CU – 4,9 l (299in³) o mocy 122 KM, CV i CX – 5,3 l (323,5in³) o mocy 130 KM, CW – 6,3 l (384,84in³) o mocy 145 KM. Cena podstawowa wynosiła 1345 dolarów, co plasowało go w amerykańskiej klasie średniej. Najdroższa wersja limuzyny Custom Imperial Airflow CW kosztowała ok. 5000 dolarów. Pokrewnym modelem tak samo stylizowanym był DeSoto Airflow, na krótszym podwoziu.

### Zastosowanie
W 1937 model Airflow Custom Imperial CW został oficjalnym samochodem prezydenta Filipin Manuela Quezona. Po remoncie w 1979 jest on pokazywany w Quezon City na Filipinach.
Amerykański magazyn „Popular Mechanics” z 1958 roku zaliczył samochód do 16 najważniejszych amerykańskich samochodów, oceniając jednak, że był porażką rynkową, z której wynikało, że zmiany powinny być stopniowe, a także że niezależnie jak zaawansowany, „brzydki model się nie sprzeda”.

### Silniki
- L8 4.9l 122 KM
- L8 5.4l 130 KM